# کیناپریلات
کیناپریلات (انگلیسی: Quinaprilat) متابولیت فعال کوئیناپریل است.